# Wilhelm Kinsky
Wilhelm Kinsky, född 1574 i Eger, död 25 februari 1634 i Eger, greve av Vchynice och Tettau, böhmisk statsman och diplomat, gift med Elisabet Trčka, syster till Wallensteins svåger och förtrogne, den bekante Adam Erdman Trčka z Lìpy.
Kinsky valdes till medlem av den provisoriska trettiomannaregering, som tillsattes vid revolutionen i Prag 1618, men drog sig i tid tillbaka och räddade därigenom sina vidsträckta gods. Efter 1630 var han dock i allmänhet nödsakad att uppehålla sig utom Böhmen. Han trädde då i förbindelse med de böhmisk emigranterna och nämns ibland vid sidan av Thurn m.fl. i samband med deras stämplingar med Wallenstein. En viktigare roll vid dessa tycks emellertid ha tillfallit honom först 1633, då han bl.a. i maj togs i anspråk för att anknyta förbindelser mellan Wallenstein och Frankrikes sändebud Feuquiéres. Efter att snart ha stannat upp återupptogs dessa underhandlingar vid årsskiftet 1633-34. Kinsky kallades till Böhmen, men indrogs därigenom endast i Wallensteins fall. På samma gång som denne mördades han (25 februari nya stilen 1634) i Eger.